# Richard Pryor: Live in Concert
Richard Pryor: Live in Concert is de verfilming van een humoristische onemanshow van Richard Pryor.

## Thema's
De tegenstellingen tussen blanken en zwarten in de Verenigde Staten zijn de rode draad doorheen de show. De typische karaktertrekken van beide etnische groepen worden uitgebeeld en uitvergroot. Pryor gaat geen gevoelige onderwerpen uit de weg, maar zet ze in op een manier die niet schokkend overkomt. Hij flaneert tussen seks, drugs, geweld en een hardhandige opvoedingsstijl.

## Cameravoering
De show werd opgenomen in een theater en in beeld gebracht vanuit verschillende camerastandpunten. Tijdens de long shots in vooraanzicht is een deel van het publiek en het podium zichtbaar. Soms wordt ook overgeschakeld op een longshot van achter Richard, in de zaal, om de reactie van het publiek op een van de grappen te tonen. De meeste cameravoering is vanuit medium shots. Richard wordt midden in het beeld gefilmd, vanaf het middel naar boven. Uitzonderlijk wordt een kikvorsperspectief gebruikt. Op het ogenblik dat de mimiek en lichaamstaal belangrijk worden om extra klemtoon te zetten tijdens sommige grappen, gaat men over op close-up-camerashots.